# 巴斯时尚博物馆
巴斯时尚博物馆（英語：Fashion Museum）原名巴斯服飾博物館（英語：Museum of Costume）是位於英國英格蘭城市巴斯市中心的一座博物馆。
其所在的建筑称为巴斯集会厅，由約翰·伍德設計，修建於1769年，是英國一級保護建築。在歷史上這座建築曾是巴斯重要的社交場所。

## 外部連結
- Assembly Rooms page （页面存档备份，存于）, Bath Council